# Dirty Deeds Done Dirt Cheap (Австралія)
Dirty Deeds Done Dirt Cheap — третій студійний альбом австралійського хард-рок гурту AC/DC, презентований 20 вересня 1976 року в Австралії. В США альбом був виданий у квітні 1981 року.

## Про альбом
Пісня «Jailbreak» вийшла як сингл до презентації альбому (у червні 1976 року). Відеокліп на дану композицію було знято в березні 1976 року (режисер - Пол Дрейн) для австралійського телешоу «Зворотній відлік» (Countdown). У 2005 році він увійшов до збірки відео Family Jewels. Композиція «Ride On» також увійшла в альбом Who Made Who, який було випущено у 1986 році як саундтрек до фільму Стівена Кінга «Максимальне прискорення ».
Під час запису альбому також була записана пісня «I'm a Rebel», автором якої є старший брат Ангуса і Малколма Янгів, Олександр Янг. Проте в жодну із версій альбому композиція не увійшла і ніколи не видавалася у виконанні AC/DC. У 1979 році німецька хеві-метал - група Accept випустила альбом, заголовним треком якого стала ця пісня.
Альбом отримав платиновий статус в США і був проданий тиражем 6 млн екземплярів, що робить його третім за обсягом продажів альбомом AC/DC, після Back in Black і Highway to Hell.

## Список композицій
Всі пісні написані Ангусом Янгом, Малколмом Янгом і Боном Скоттом

### Сторона А
| #  | Назва                                               | Тривалість |
| -- | --------------------------------------------------- | ---------- |
| 1. | «Dirty Deeds Done Dirt Cheap»                       | 4:13       |
| 2. | «Ain't No Fun (Waiting 'Round to Be a Millionaire)» | 7:31       |
| 3. | «There's Gonna Be Some Rockin'»                     | 3:17       |
| 4. | «Problem Child»                                     | 5:46       |

### Сторона Б
| #  | Назва                    | Тривалість |
| -- | ------------------------ | ---------- |
| 1. | «Squealer»               | 5:18       |
| 2. | «Big Balls»              | 2:40       |
| 3. | «R.I.P. (Rock in Peace)» | 3:36       |
| 4. | «Ride On»                | 5:53       |
| 5. | «Jailbreak»              | 4:41       |

## Музиканти
- Бон Скотт — вокал
- Анґус Янґ — електрогітара
- Малколм Янґ — ритм-гітара, бек-вокал
- Марк Еванс — бас-гітара
- Філ Радд — барабани